# Муравйов Володимир Павлович (фітопатолог)
Володи́мир Па́влович Муравйо́в (*3 (15) червня 1885, Херсон — † 23 травня 1963, Київ), український вчений-фітопатолог, доктор сільськогосподарських наук, професор, 1951 — член-кореспондент АН УРСР.

## Життєпис
1910 року закінчив Київський університет.
1927 року разом з Г. Борисевичем, М. І. Штуцером та В. І. Взоровим дослідив кагатну гниль, в подальшому з гнилі було виділено 27 видів бактерій.
Виявив нарости на листковій пластинці буряка та ідентифікував збудника. Досліджував «туберкульоз» буряка та хвостову гниль бурякового кореня.
У 1946—1950 роках — завідувач лабораторії фітопатології, в 1950—1953 — директор Інституту ентомології та фітопатології АН УРСР.
Його праці стосуються вивчення хвороб сільськогосподарських рослин, питань селекції, про підвищення стійкості рослин до захворювань, щодо зберігання цукрових буряків.
Дослідив низку хвороб цукрових буряків, розробив заходи по боротьбі з ними.